# 茶食

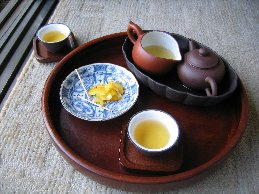
冲泡工夫茶的情景，乌龙佐以涼果為茶食

茶食，又称茶點、茶配，是喝茶时佐以食用的糖果、糕饼、凉果、蜜饯等点心、小吃、零食的总称。
一般專指以饮茶品茗为主时佐食之物，亦常在茶仪式中出现。中国人的茶食多种多样，糕饼点心、糖果蜜饯都是喝茶时的选择。在日本传统的茶会上，会有茶菓子与抹茶一起食用，日本人在平日讲究些的饮茶场合或是聚会也会佐以甜点。西方人饮茶也喜欢吃点心，茶食多为糕饼麪点（西点）。而廣義的茶食，則指任何與茶同食之食品，如还包括粤式饮茶中的点心、西式下午茶食品等。

## 品茶和茶儀式中的茶食
茶食的作用，有中和茶的苦澀味、避免饮茶过程过于单调、增加社交性、填补茶带来的轻微饥饿感，此外还有避免空腹喝茶造成心悸、头昏、眼花、心烦等「茶醉」症狀和缓解浓茶伤胃等的效用。

### 東亞

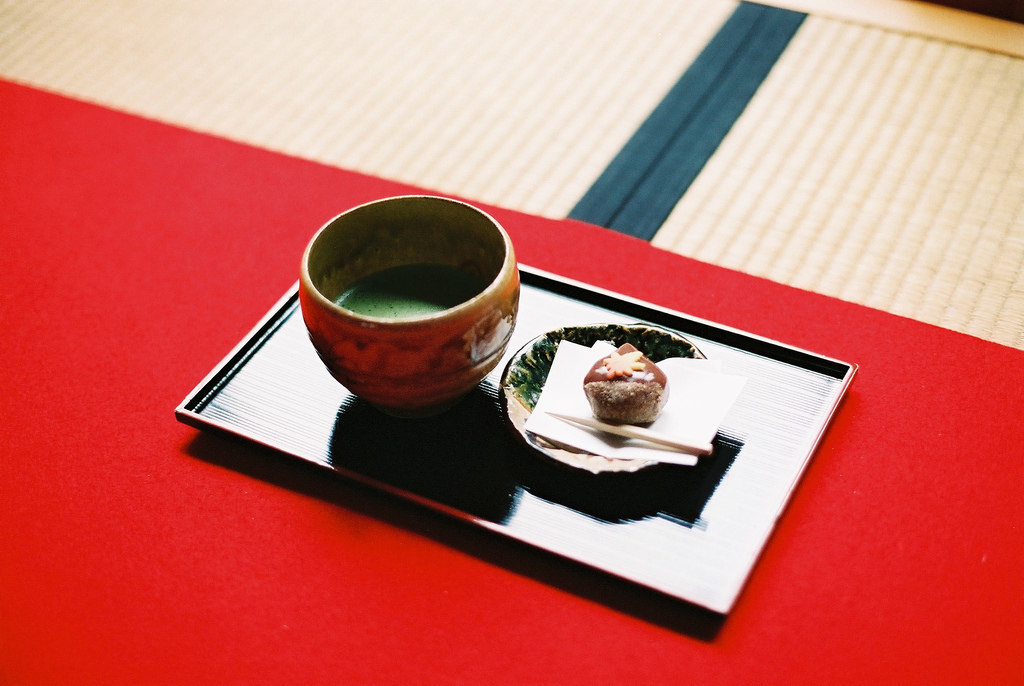
在日本，抹茶常配以和菓子食用，也是茶道的一部分

東亞茶儀式中的茶食一般是配合所喝的茶種類而定，以糕饼为主，比如中國茶藝有唐餅與茶果、日本茶道有和菓子、朝鮮茶禮有韓菓、琉球茶道有琉球菓子等。在普通喝茶场合，也包括瓜子、果仁、蜜饯凉果、坚果等等。对于讲究者来说，随着季节、时令的不同，茶食的類型、味道、外形和色彩都要做出改变，以追求与季节的对应。比如说，春季茶食色彩較為豔麗，夏季茶食口味偏向清淡，秋季茶食以素雅為主，冬季茶食味道較濃等；甚至在日本，有制作茶食的茶人，每一次茶会都要更换茶果子的款式。茶食的颜色、种类、数量，宜少不宜多，适可而止，不要破坏茶本身的口感味道。
東亞茶食源於中國，最早見於晉代，據《世說新語》記載，褚裒一次到吴郡去，看見金昌亭裡有人舉行茶宴，人們認不出他，就只给他茶水，沒有摆上作為茶食的粽子，可見當時已有以食品佐茶的習慣。宋朝的茶会上，会有用各种米面团做成花朵形状的茶食，它们先后传播到朝鮮半島的統一新羅時代和鎌倉時代的日本，在这些地方各自发展。也有以肉類為茶食者，如陸游在《聽雪為客置茶果》中提到以鴨腳為茶食。
中国茶食各式各样，上海人爱吃的有苏州糕团、糖粥藕、糖炒栗子等；厦门人喝的工夫茶会伤胃，所以佐以糕饼和凉果等茶食来化解，厦门话里叫做茶配，意思是"配茶吃的食物"。常見的有颇具厦门特色的糕饼（如馅饼、椰子饼、糋扩、雪片糕、马蹄酥、蒜蓉枝等）、糖品（如冬瓜丁等）、蜜饯凉果（如加应子、柿粿等）。 

日本传统的茶食是日式点心（和果子），称作茶果子（日语：茶菓子）。传统上抹茶是要佐以和菓子，而茶会上也会食用，是日本茶道的一部分。茶菓子最为讲究外观造型和季节时令，比如樱饼、红叶馒头这两款点心，单看其名可以感受到浓浓的季节气息。

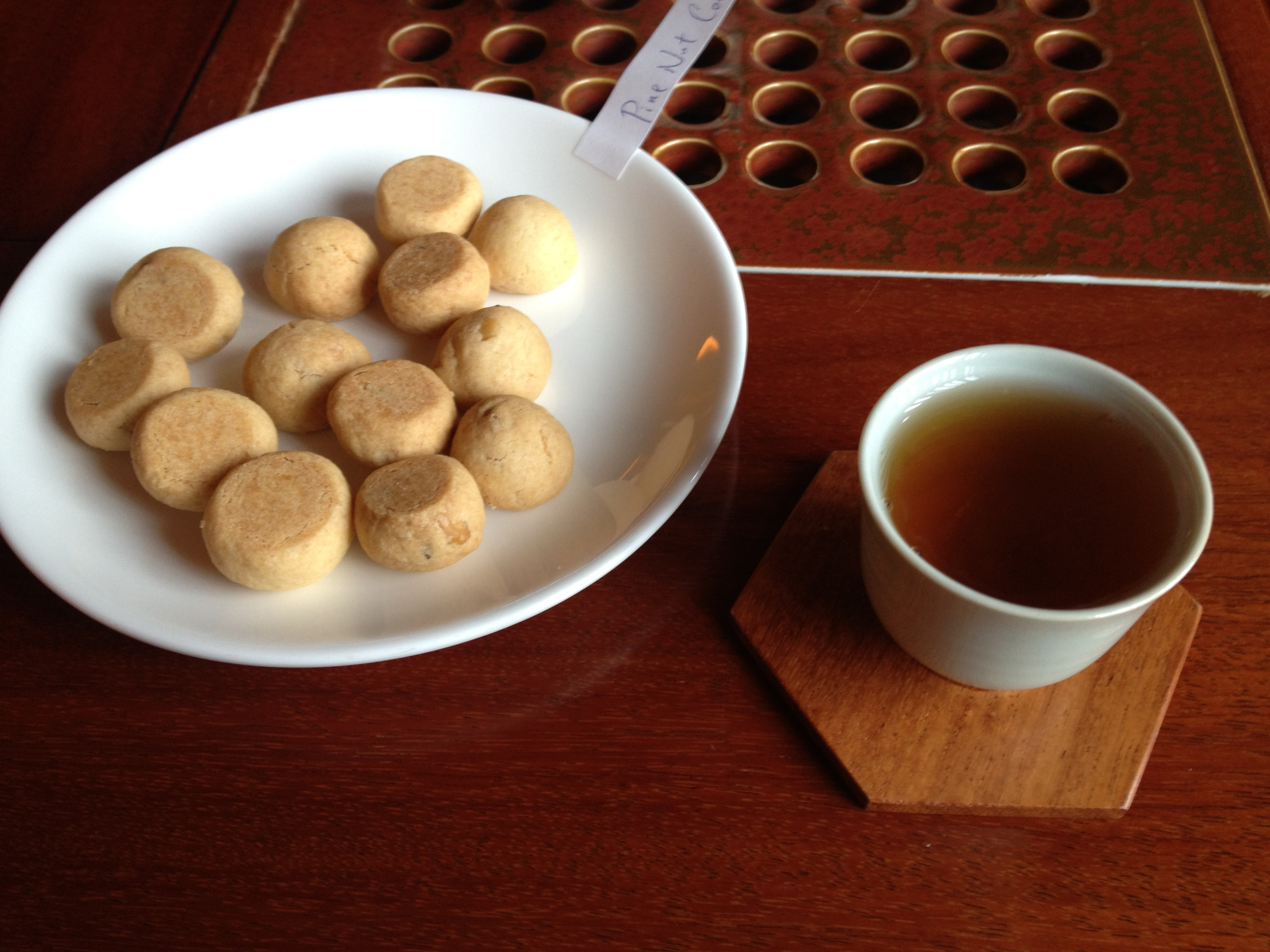
中國茶与松子餅
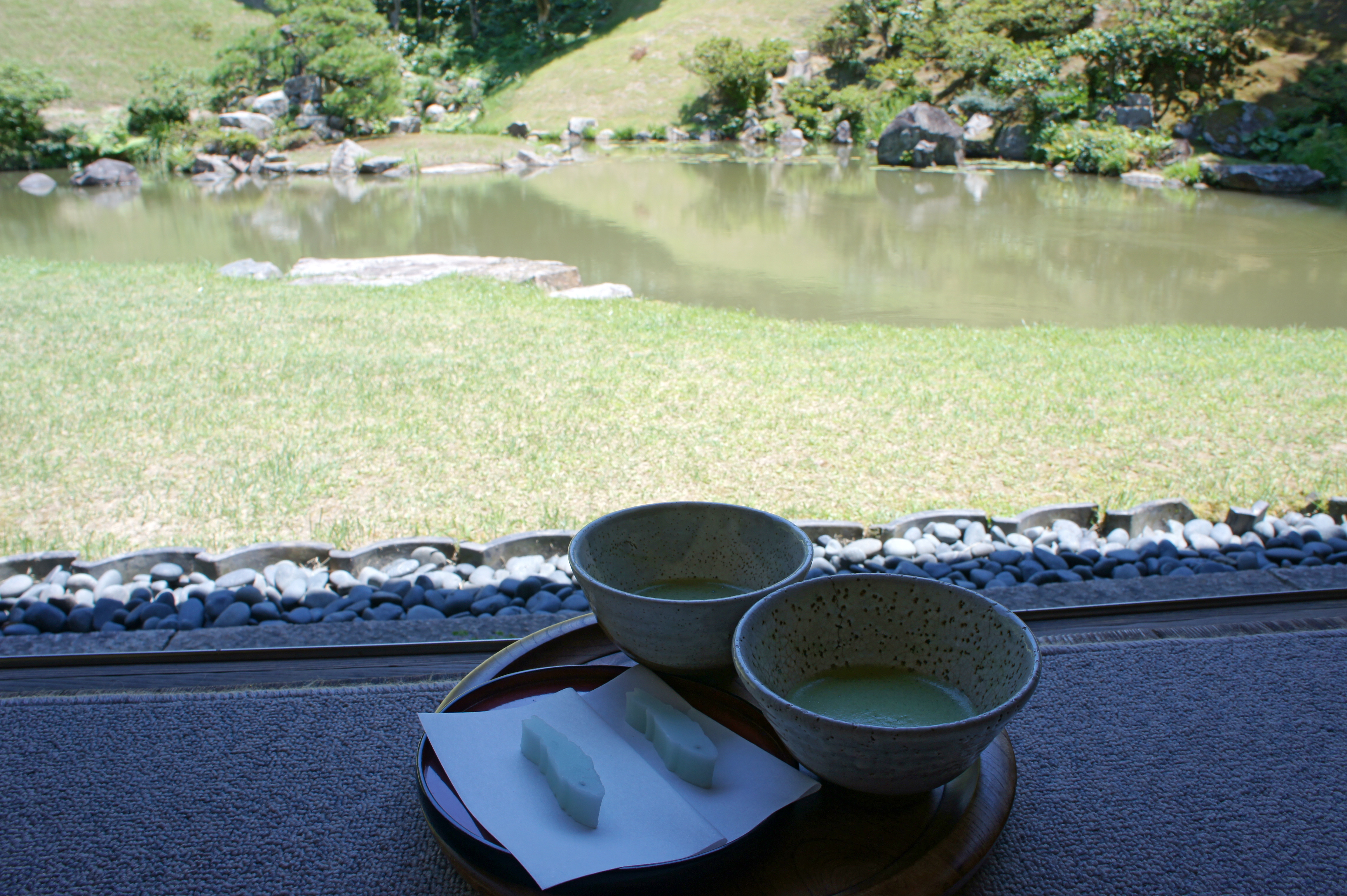
日本茶与一種魚形茶菓子
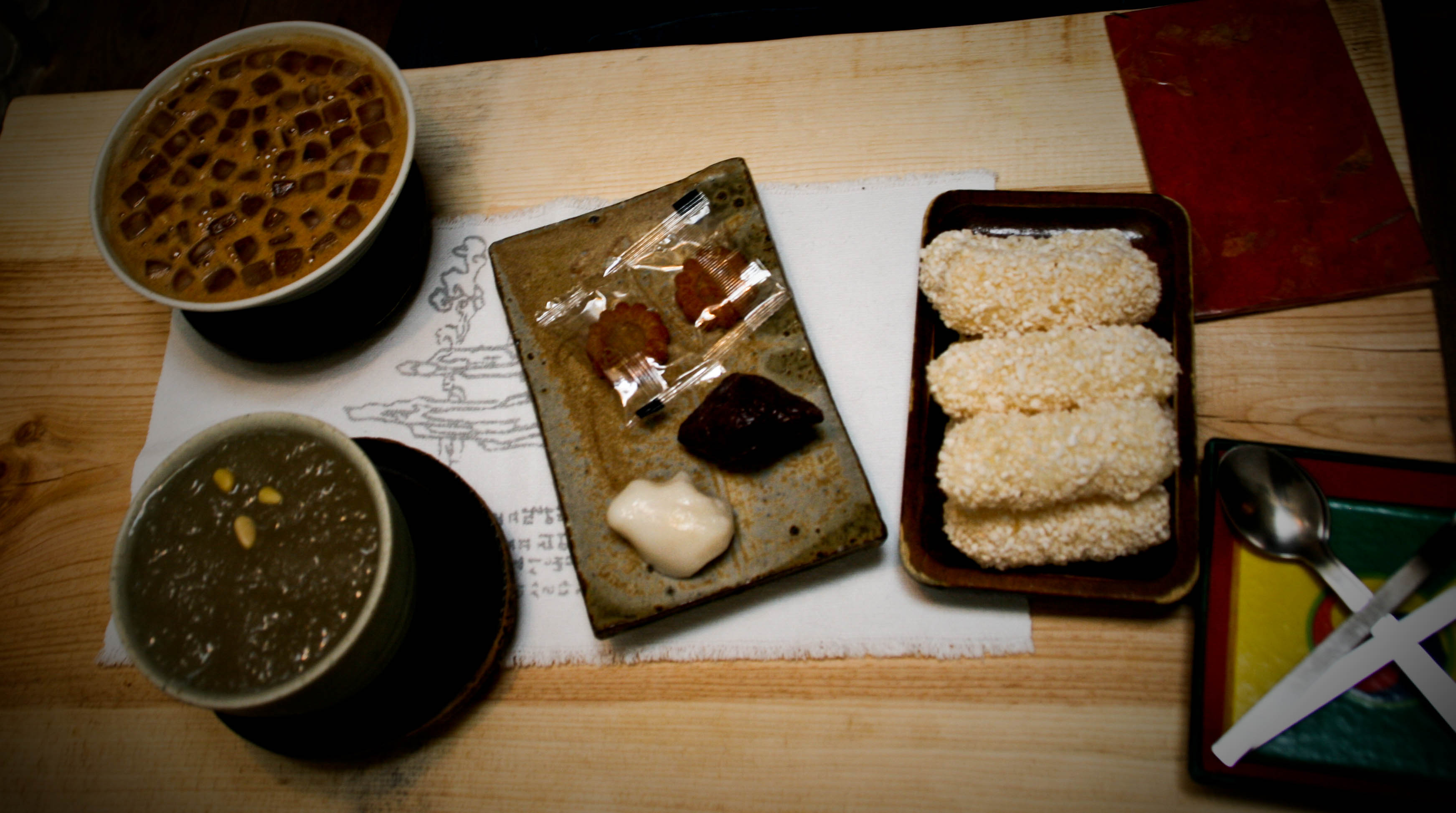
韓國茶与韓菓
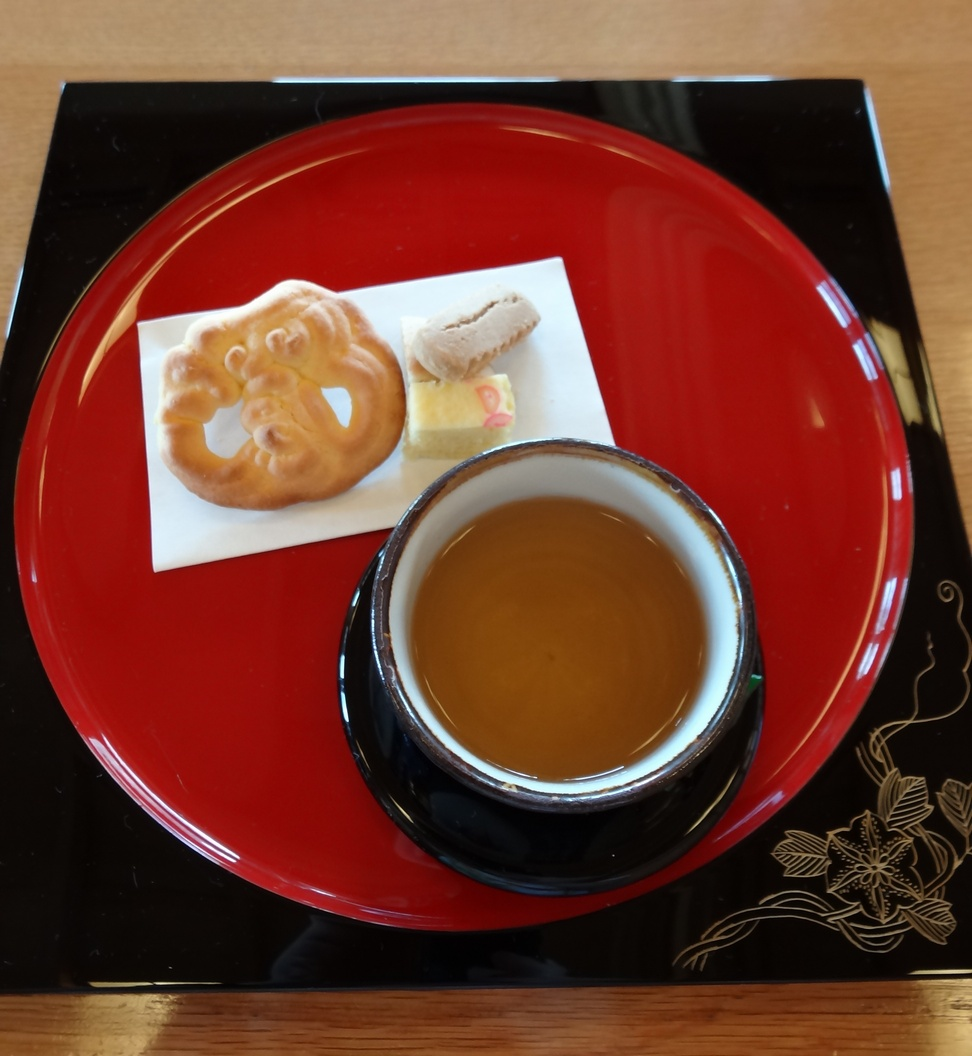
琉球香片茶配花芳露（日语：花ボウル）、金楚糕、雞卵糕
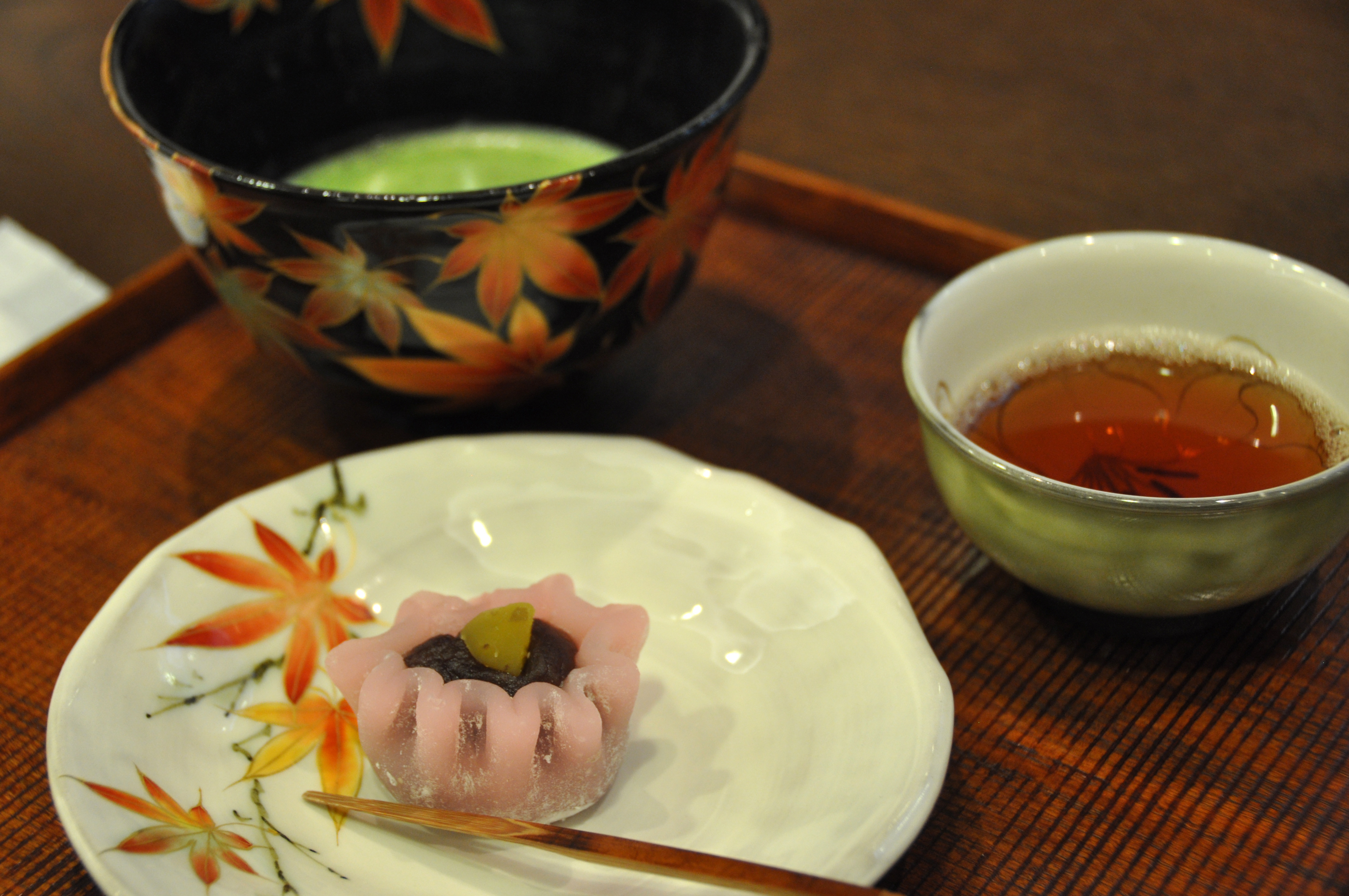
日本抹茶与茶菓子
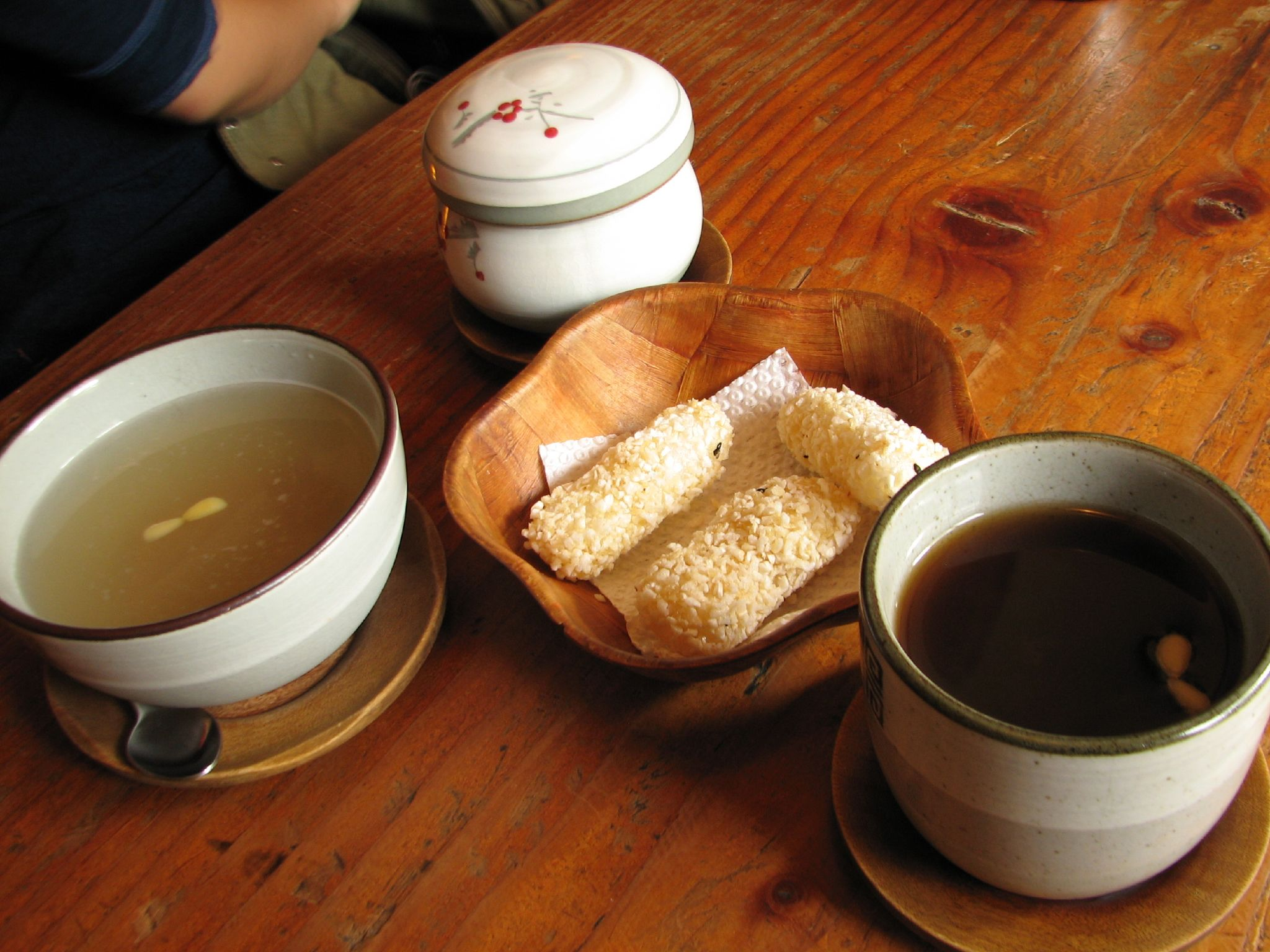
韓國果茶和油菓

### 其他地區
西方人喝茶时会食用以甜点为主的茶食：蛋糕、麵包、撻、巧克力、水果等，经典者如司康饼、马卡龙等。
南亞人喝茶时会配餅乾，中東人喝茶佐以堅果。

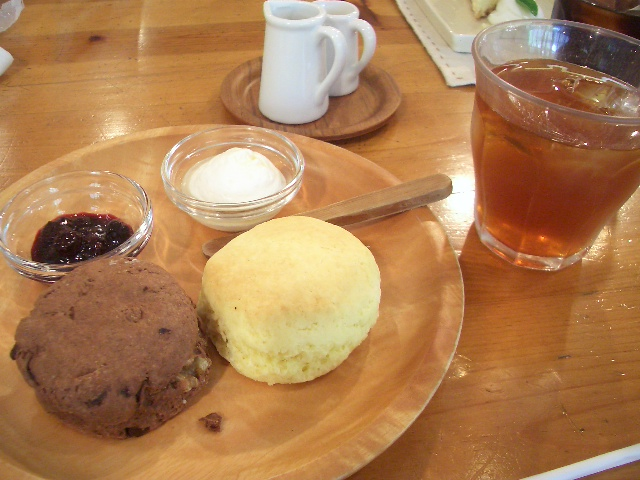
冰紅茶配司康餅
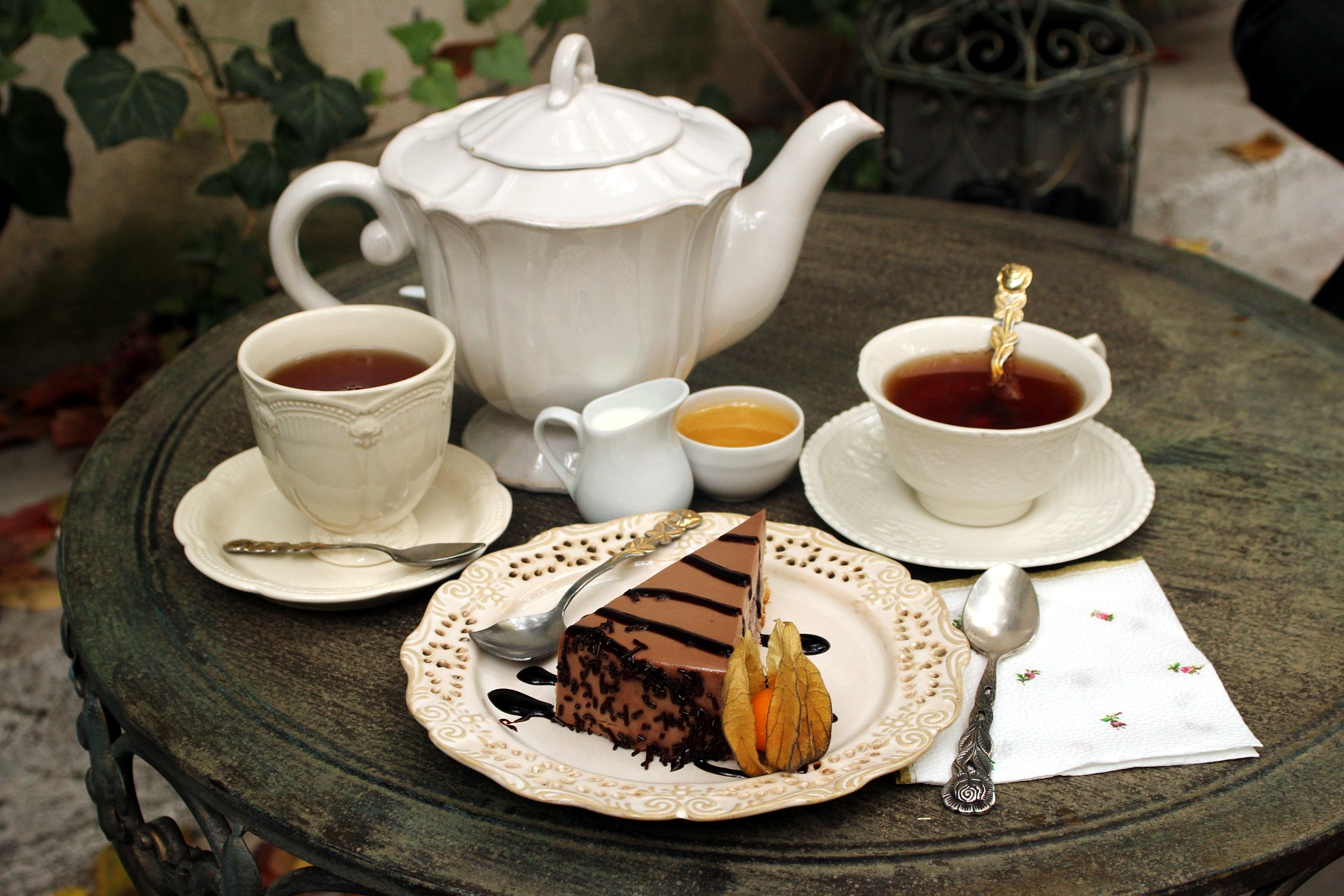
西式紅茶和蛋糕
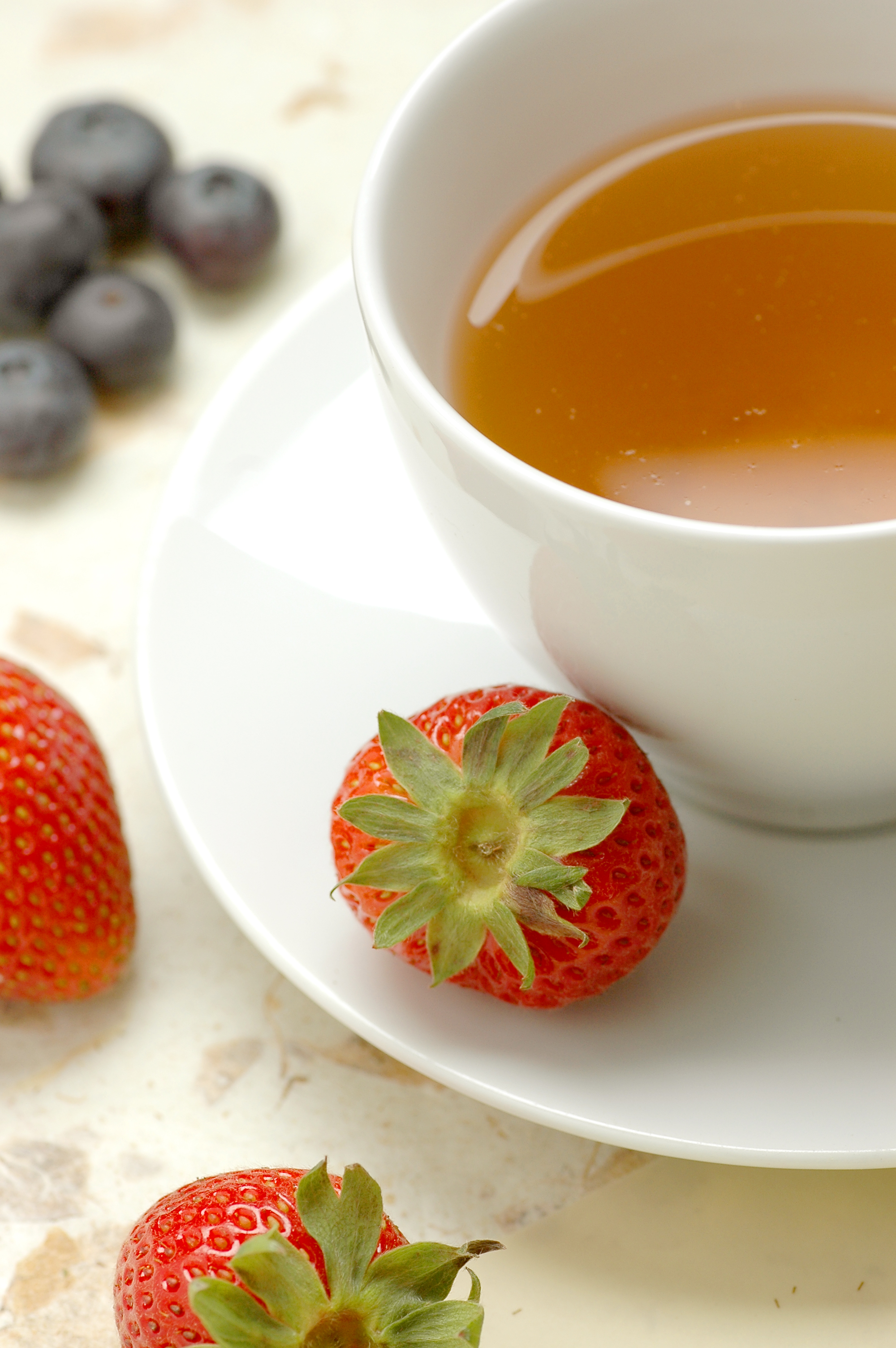
紅茶与草莓、藍莓
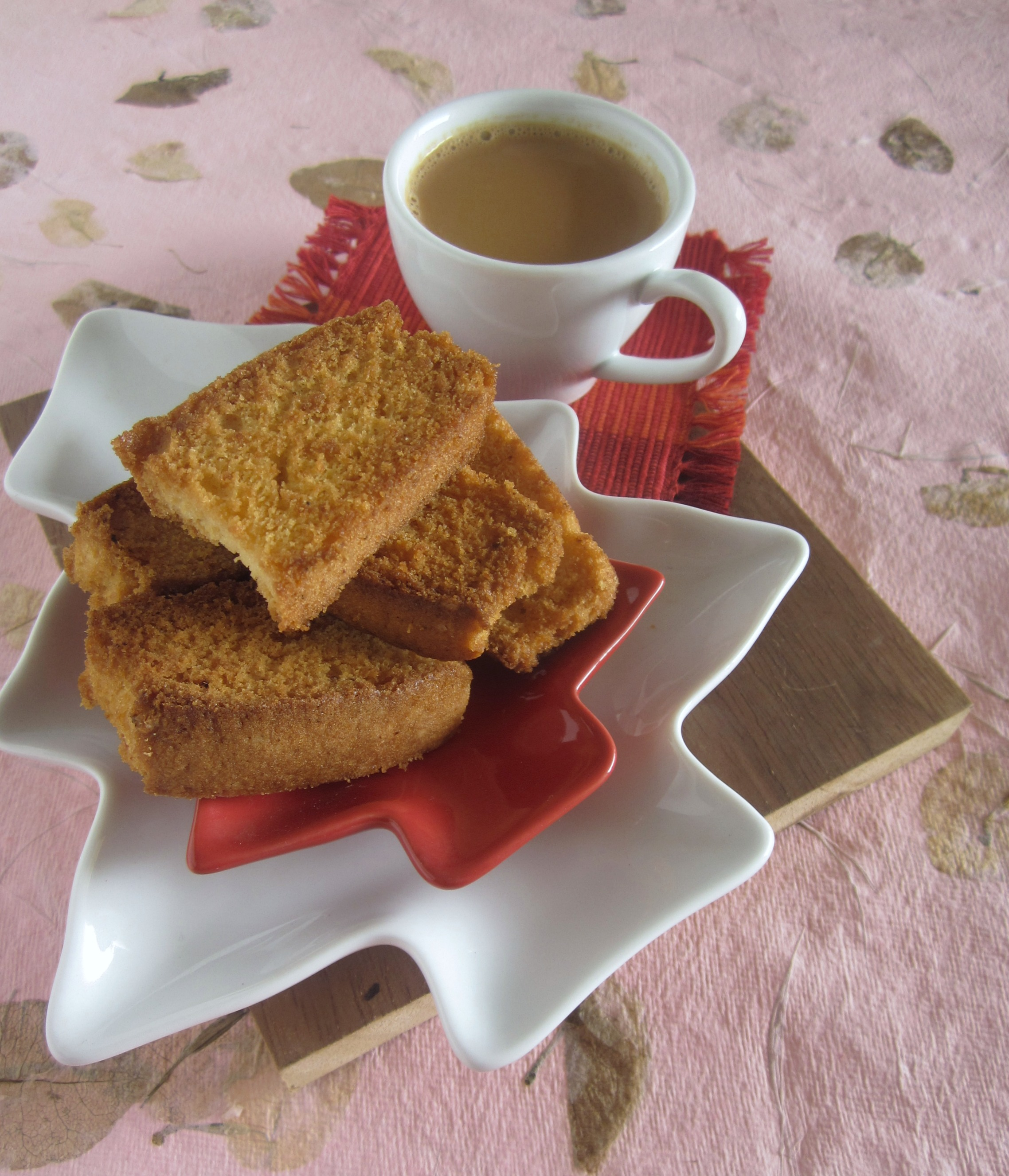
印度奶茶配餅乾
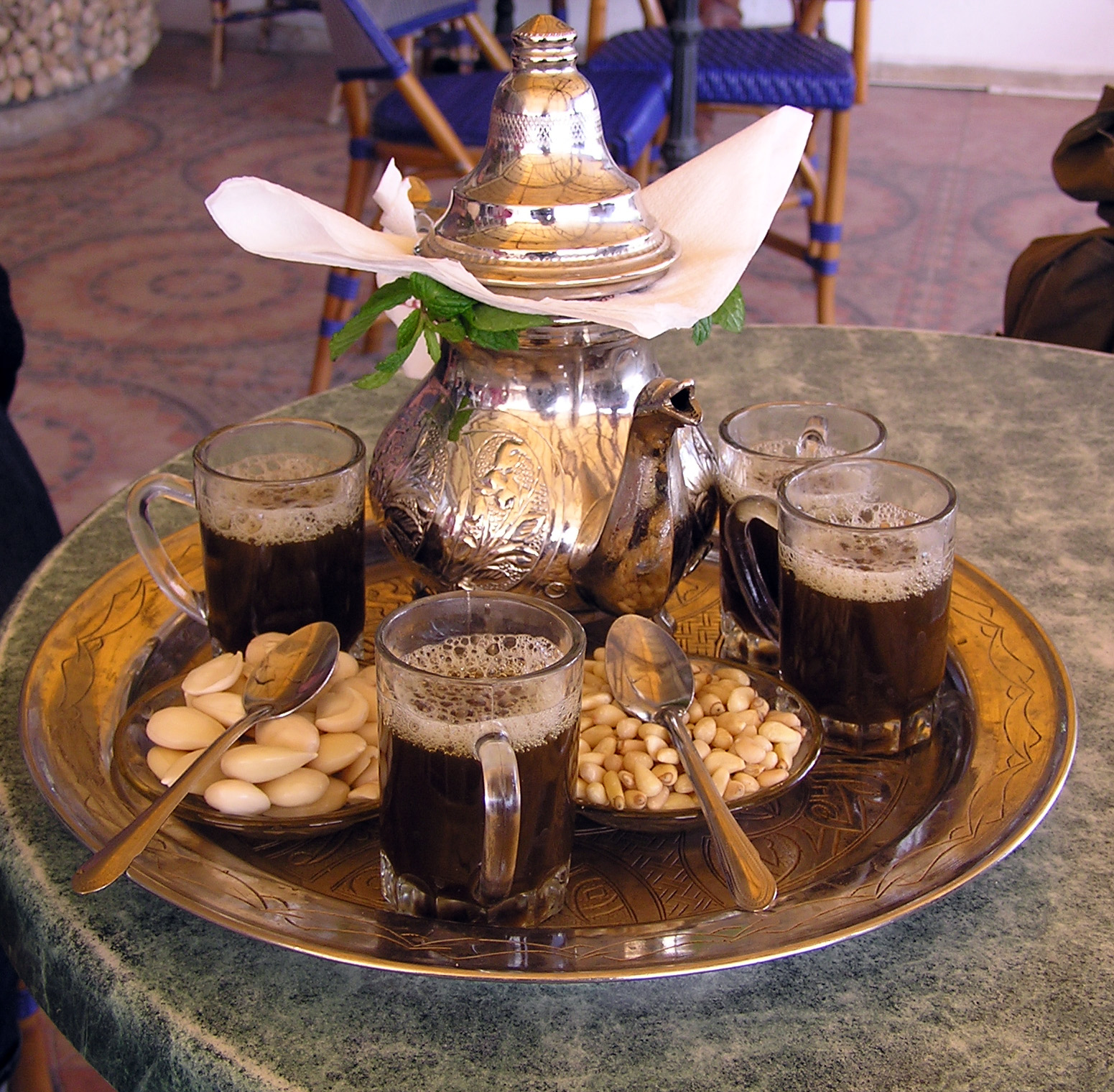
土耳其紅茶佐以果仁
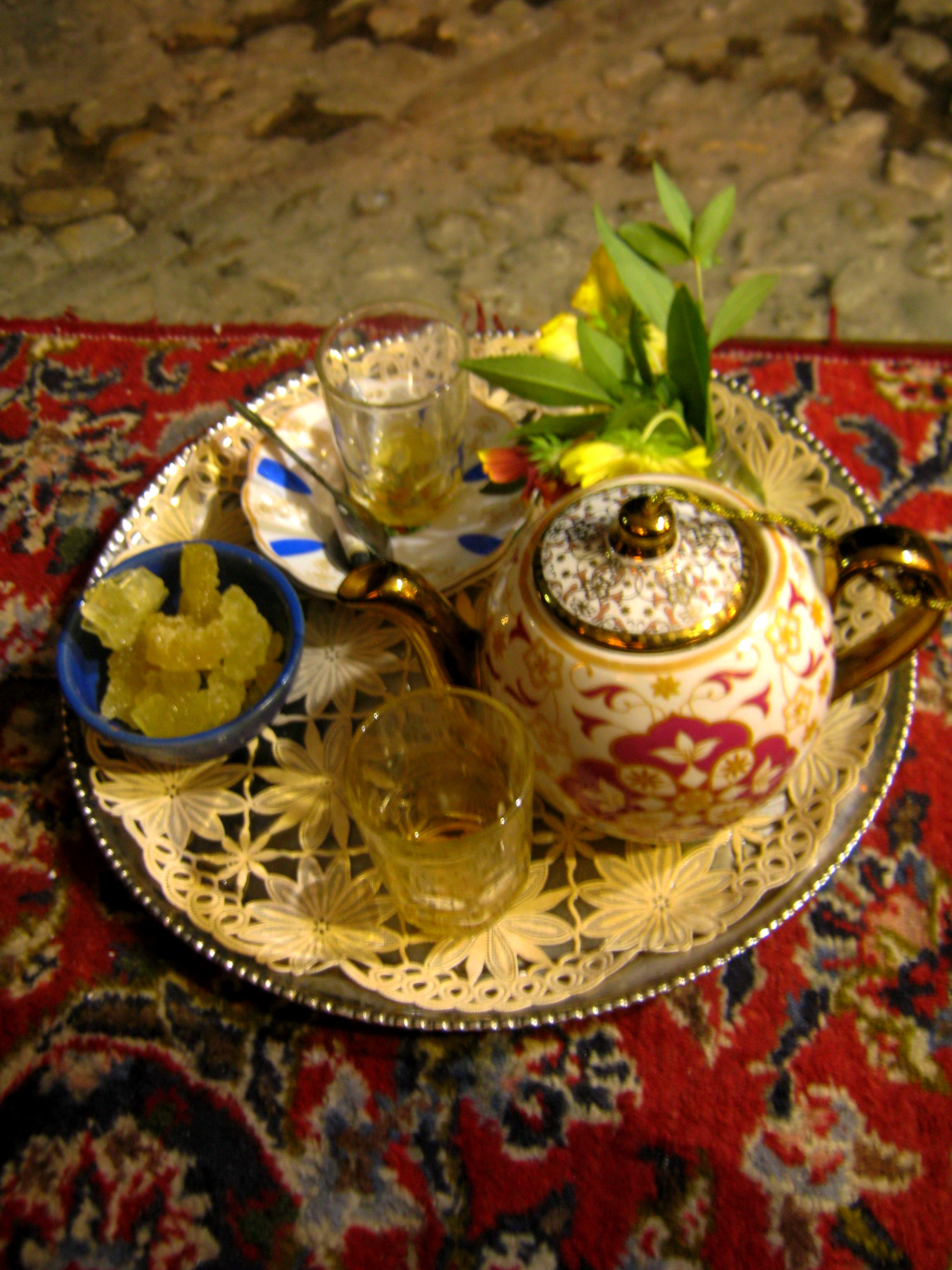
伊朗茶和當地小吃

## 作為餐點的茶食

### 粤港

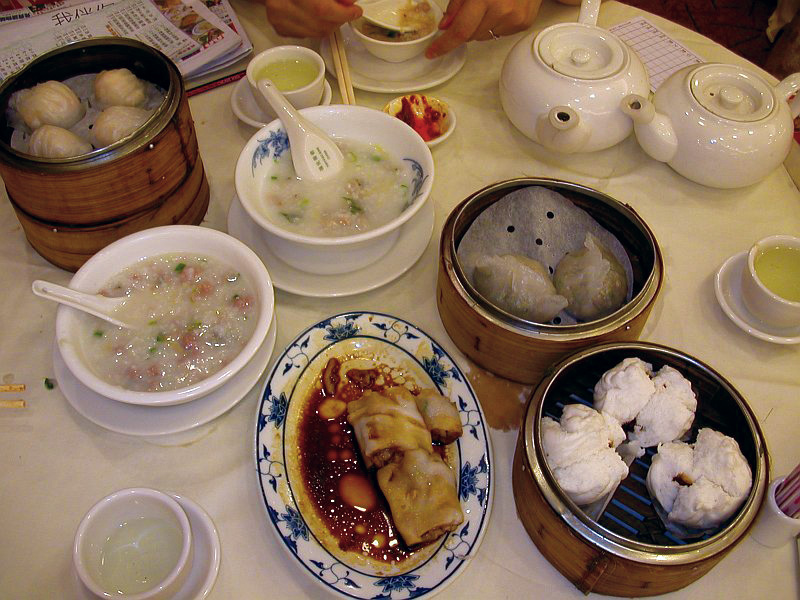
饮茶一幕。可以看到有肠粉、叉烧包、粉粿、虾饺等点心。

饮茶是一种源自中国广州的粤式饮食，主要包括了喝茶和吃茶食——“点心”。广东飲茶的點心種類非常多，大致分為鹹點及甜點兩類。大部分點心都是熱吃的，熱食的多數會用竹製的蒸籠蒸熱，亦有小部分的冷盤。而茶樓將製作點心的區域分爲廚房（點心車從廚房裏推出來）、粥粉麪檔、炒煎炸檔及固定的點心區。
廣東人每次飲茶常點的點心有蝦餃、乾蒸燒賣、排骨、鳳爪、糯米雞、蘿蔔糕、拉腸粉、蛋撻、叉燒包、皮蛋瘦肉粥、雲吞麵等。其他有名的点心如：
- 鹹點與甜點

蝦餃、乾蒸燒賣、粉粿、叉燒包、蘿蔔糕、芋頭糕、腸粉、炸兩、春卷；馬拉糕、蛋撻、蓮蓉包、奶黃包、芒果布丁、蛋撻等
- 其他热食

牛肉丸、拉腸、排骨、鳳爪、魚雲、烤乳鴿等
在外國的唐人街，除了粵港常見的點心以外，還可以吃到不少街頭小吃，如魚蛋、牛雜、蘿蔔、炸魷魚鬚 、炸雲吞等。

### 香港
受西方文化之影响，有菠萝包、蛋挞等食物。

### 西方

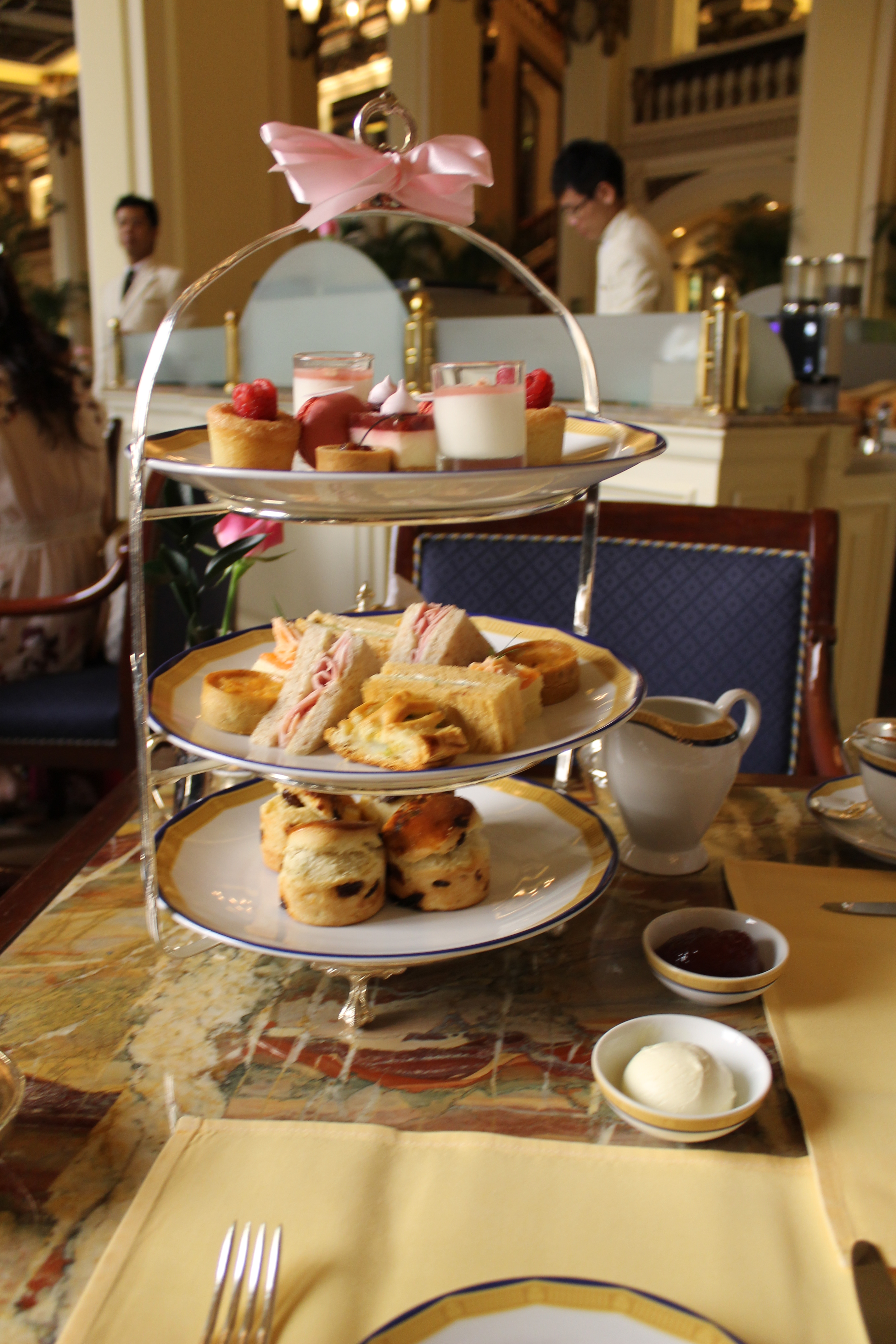
英式下午茶

以英国为代表的西式下午茶里，也会有各种各样的茶食。主人用会用点心招待客人，一边喝茶聊天，一边食用。传统的英式下午茶会有三层的架，底层是咸味三明治，第二层是司康饼，最上面一层是水果塔和各式蛋糕，口感由轻到重。

## 脚注
1. ↑  .   [2014-07-25]. （原始内容存档于2014-07-29）.
2. ↑  《世说新语•轻诋》：「褚太傅初渡江， 嘗入東， 至金昌亭， 吳中豪右， 燕集亭中。 褚公雖素有重名， 于時造次不相識別。敕左右多與茗汁，少著粽， 汁盡輒益， 使終不得食。」
3. ↑  《听雪为客置茶果》：“不饤栗和梨，犹能烹鸭脚。”